# 卡萨卢切
卡萨卢切（義大利語：Casaluce），是意大利卡塞塔省的一个市镇。总面积9.4平方公里，人口10274人，人口密度1093.0人/平方公里（2009年）。ISTAT代码为061020。